# Dolina ryftowa

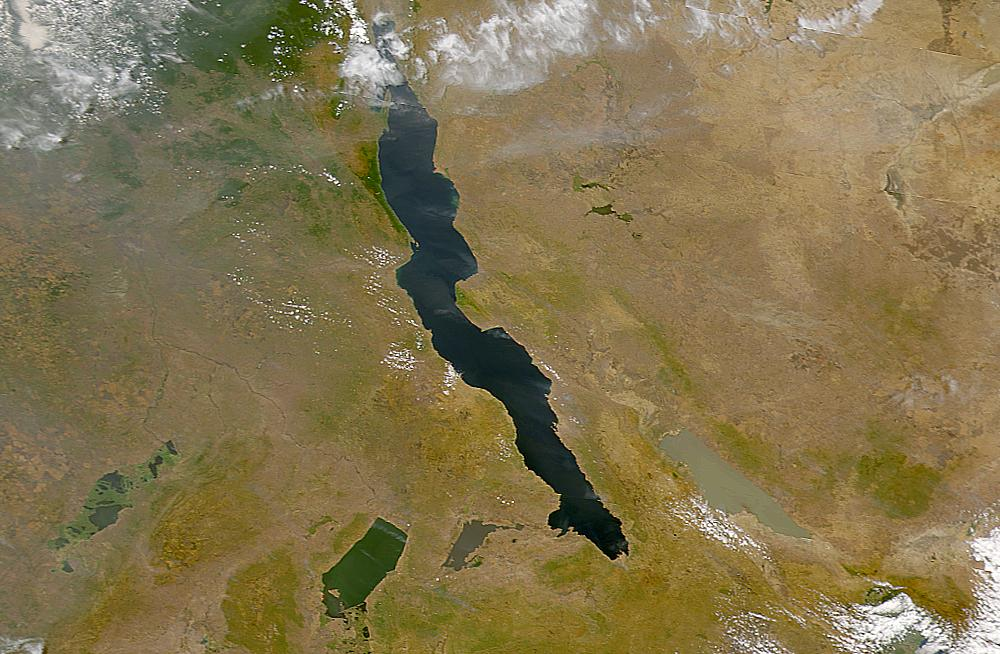
Wielki Rów Wschodni, jeziora od lewej do prawej: Jezioro Upemba, Jezioro Mweru, Jezioro Tanganika (największe) i Jezioro Rukwa.

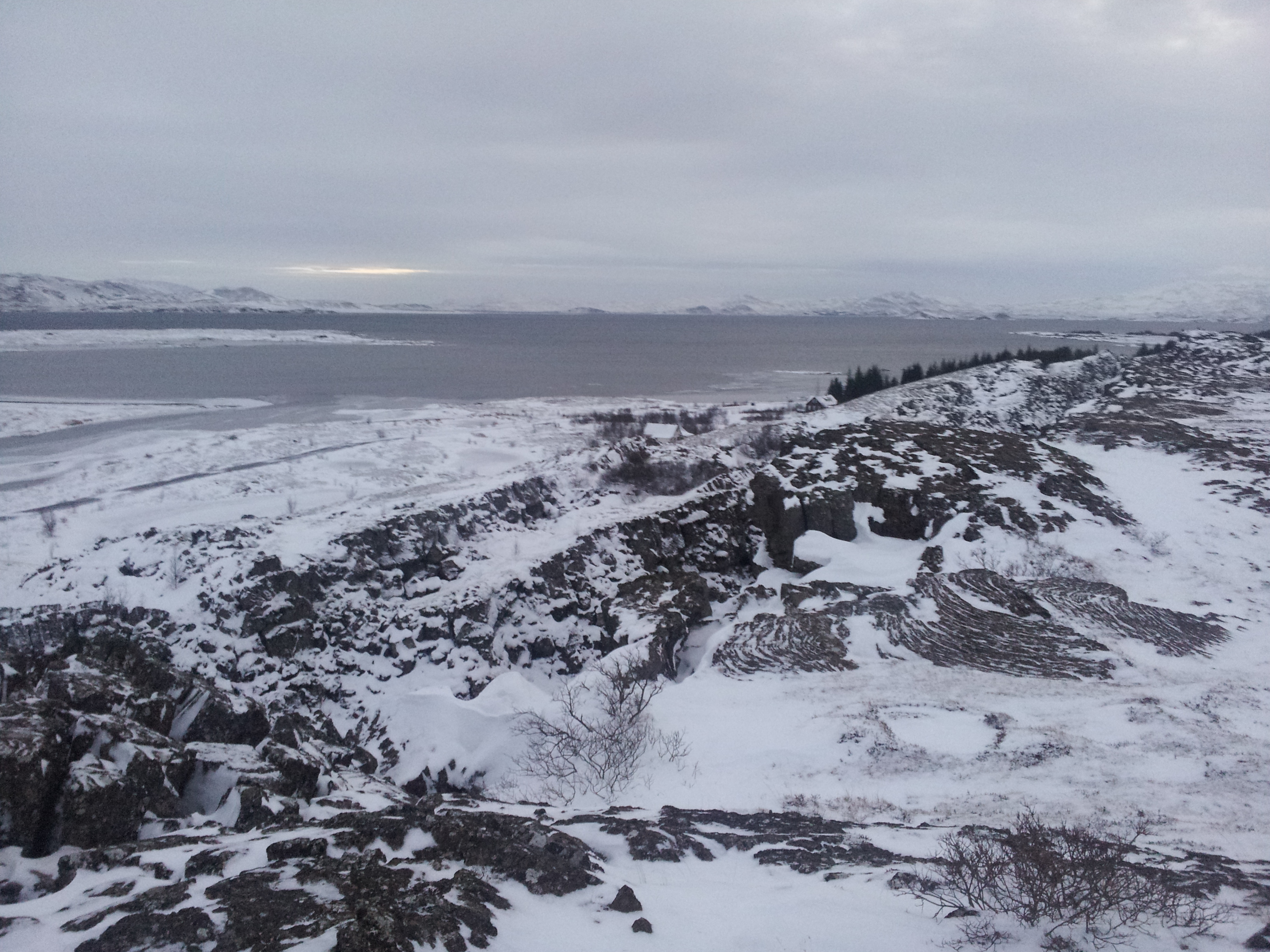
Þingvallavatn

Dolina ryftowa – głęboka rozpadlina powstała wskutek ekstensji (rozciągania) skorupy ziemskiej. Najczęściej doliny ryftowe występują na dnach oceanów, gdzie skorupa jest cieńsza, rzadziej ryfty występują na powierzchni kontynentu. Ekstensja powoduje spadek ciśnienia w skałach, wskutek czego w astenosferze pod takimi obszarami dochodzi do stopienia skał i tworzą się ogniska magmowe. W efekcie w młodych dolinach ryftowych ma miejsce wulkanizm i wypływają intensywne strumienie lawy bazaltowej.
W miejscu doliny ryftowej (szczególnie na dnie oceanów), poprzez opisany wyżej wulkanizm bazaltowy, tworzona jest nowa skorupa ziemska. Proces ten nazywamy spreadingiem. Oba brzegi doliny ryftowej oddalają się od siebie.
Dolina ryftowa na powierzchni kontynentu jest zapadliskiem o głębokości do 2 km, które ograniczone jest progami tektonicznymi np. Wielkie Rowy Afrykańskie (wzdłuż jezior). Największe aktywne ryfty kontynentalne to: Wielkie Rowy Afrykańskie, Dolina Jordanu, ryft jeziora Bajkał i Ryft Zachodnioantarktyczny. Do współcześnie nieaktywnych należą ryfty rzeki Rio Grande oraz rów Renu i Rodanu.